# Anne Brontë
Anne Brontë (Thornton (Yorkshire), Anglaterra, 17 de gener de 1820 – Scarborough, North Yorkshire, Anglaterra, 28 de maig de 1849), novel·lista i poetessa britànica, fou la més jove de la família literària Brontë. Publicà un llibre de poemes (1846) amb el pseudònim d'Acton Bell i les novel·les Agnes Grey (1847) i The tenant of Wildfell Hall (La llogatera de Wildfell Hall, 1848).

## Vida i obra
Anne Brontë va nàixer el 17 de gener de 1820 a Thorton, al si d'una família eminentment novel·lesca, no sols perquè en van sortir tres grans escriptores –Charlotte Brontë, Emily Brontë i la mateixa Anne–, sinó perquè les seues vides i les seues circumstàncies, inclosa la del germà Patrick Branwell Brontë, van servir de puntal destacat en les seues obres, que sovint presenten trets autobiogràfics.
Anne era la menor de les tres filles d'un pastor protestant, i va créixer junt amb les altres, aïllades en la casa familiar amb el pare i el germà –alcoholitzat i tuberculós–, i en què la presència de la mort dels éssers estimats, una constant des de la infància, els marcà amb un segell indeleble que sorgeix en les seues pàgines i en els seus poemes.
En la seua infantesa, es van inventar dos mons, que van denominar Gondal i Angria i sobre aquests escrivien.

## Carrera professional
Anne Brontë sempre va voler estudiar i treballar, així que va cursar estudis a l'escola i es preparà per ser una institutriu, única eixida de l'època per a les dones que volien treballar, o no tenien altre remei si aconseguir un marit no era el seu objectiu.
Als 19 anys va entrar d'institutriu amb la família Ingham a Blake Hall, però es va trobar amb uns xiquets ingovernables i consentits als quals no li permetien educar amb la disciplina que hi calia, i hi va renunciar per pròpia voluntat, en veure frustrats els seus ideals educadors. Tanmateix, aquesta decebedora experiència va ser després la inspiració per a la seua primera novel·la: Agnes Grey.
Després, Anne va treballar novament com a institutriu, aquesta vegada a casa del reverend Edmund Robinson, a Thorp, prop de York. Amb les filles del reverend, es van repetir els mateixos problemes que en l'anterior exercici de la seua tasca docent. Tanmateix, en aquesta ocasió, va poder no sols "domar" les seues alumnes Bessy i Mary, sinó que va aconseguir que aquestes li professaren un verdader afecte i no l'arribaren a oblidar mai.
La curta vida d'Anne Brontë, desproveïda de tot element romàntic amorós, discorre melancòlica entre les seues classes, les seues novel·les, els seus passejos per la platja de Scarborough en les vacances, i l'atenció que reclamava de les tres germanes, Emily, Charlotte i Anne, Branwell, el noi consentit de la família. Branwell va ser sempre un home capritxós, violent, colèric, dèbil de caràcter i apassionat, sempre egoista i manipulador, i del qual han restat uns pocs retrats maldestres fets a les germanes Brontë.
En el cas concret d'Anne, va compartir amb el seu germà l'ensenyament dels xiquets de la família del reverend Robinson, en introduir-l'hi personalment a fi que donara classes de música al petit Edmund. El resultat no va poder ser més desastrós: Branwell es va enamorar de Lydia Robinson, la mare del seu deixeble. La passió va durar dos anys i mig, la qual cosa va ocasionar un vertader drama familiar per als Brontë –per no parlar ja dels Robinson–, amb el jove fet un addicte a l'alcohol i a l'opi i sense possibilitat d'esmena.

## La llogatera de Wildfell Hall

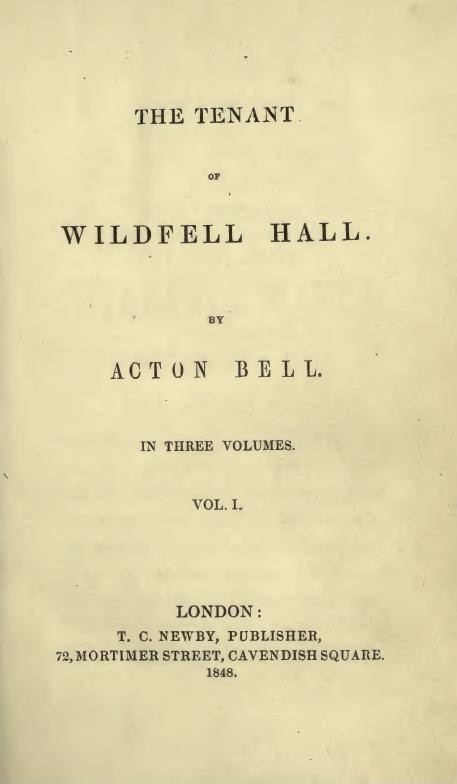
La segona novel·la d'Anne Brontëː La llogatera de Wildfell Hall

Després de la primera, Agnes Grey, Anne Brontë escrigué una segona novel·la, La llogatera de Wildfell Hall, que fou criticada en el seu temps, fins i tot per la seua mateixa germana Charlotte, en considerar que no era «apropiada» com a literatura femenina a causa de la cruesa del tema –l'alcoholisme masculí, potser inspirat en el mateix Branwell. A través de la protagonista d'aquesta novel·la, Anne Brontë reivindica el paper de la dona en la societat i la seva llibertat d'escollir el seu destíː Helen, la protagonista, s'erigeix com un dels personatges femenins més notables de l'època perquè contradiu el destí que se li suposa i es nega a tolerar situacions que considera indignes i també perjudicials pel seu fill, de manera que se sent impel̩·lida a abandonar el seu marit, alcohòlic, infidel, ludòpata i maltractador.
El suport de la protagonista és la religió, i és la moral religiosa el puntal sobre el qual se sosté Helen i a partir del qual troba la força per exigir i cercar la dignitat i la llibertat desitjables. La influència aclaparadora de la religió en el seu temps i aquest rerefons bíblic tan present en la novel·la han estat criticats i sovint no han deixat veure el veritable rerefons. L'autora reflexiona en aquesta novel·la sobre el destí obligat de les noies en l'època victoriana, en una societat dominada pels homes i la moral de l'església, que resulta repressor i asfixiant. Desproveïdes de llibertat, privades de drets i privilegis –com el dret a la propietat, a parlar lliurement i tenir opinió pròpia, a gaudir de certs coneixements, a exercir qualsevol professió, a signar les seves obres amb el nom veritable...–, restaven obligades a casar-se, ser mares i obeir.

## Repercussions de l'obra de les germanes Brontë
Les germanes Brontë van estar molt unides: van planejar muntar una escola, van escriure poemes que després presentarien sota els pseudònims masculins de Currer, Ellis i Acton Bell, en un llibre de què es van vendre pocs exemplars, i van publicar les seues novel·les. Només Jane Eyre, de Charlotte Brontë, va conéixer la popularitat.
Cims borrascosos, d'Emily, va ser pràcticament anatemitzada; Agnes Grey, d'Anne, va ser només acceptada, mentre que La llogatera de Wildfell Hall no va ser ben rebuda. Tanmateix, avui dia ha millorat la valoració d'aquesta darrera novel·la, principalment a causa de l'alta qualitat descriptiva d'una situació molt delicada: la influència de l'alcoholisme en les vides dels que directament o indirecta la pateixen.

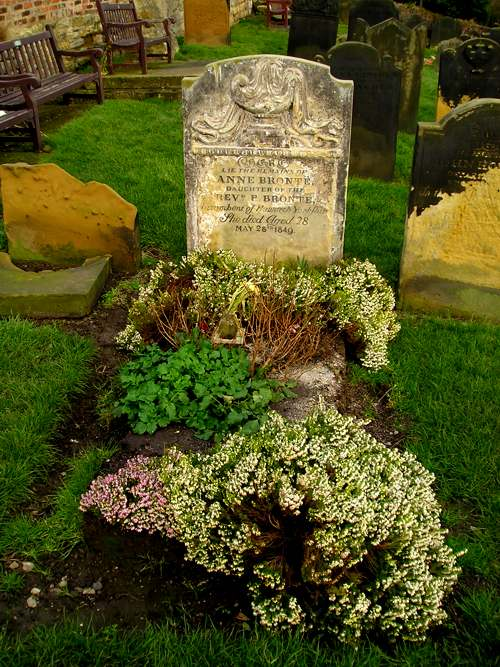
Tomba d'Anne Brontë

## Mort
El 24 de setembre de 1848 va morir Branwell amb 31 anys; Emily no va tardar a seguir-lo a la tomba i Anne també va abandonar el món el 28 de maig de 1849, quan tenia vint-i-nou anys. Tots tres van morir de tuberculosi, amb altres complicacions en el cas de Branwell.
En els últims dies Anne Brontë va anar apagant-se a poc a poc i les seues últimes paraules, dedicades a la germana supervivent, que no se separava de la seua capçalera, són aquestes:
Tingues valor, Charlotte, tingues valor...
Anne Brontë està soterrada a Scarborough, un bell lloc costaner que ella va estimar intensament per haver-hi viscut els moments més feliços de la seua breu existència.

## Adaptacions al cinema
La seva novel·la The Tenant of Wildfell Hall (La llogatera de Wildfell Hall) fou adaptada el 1996 a una sèrie de televisió de tres episodis. La sèrie optà als Premis BAFTA de 1997, amb quatre nominacions i un premi.
La seva història, conjuntament amb la de les seves germanes, inspirà al 1979 la pel·lícula Les soeurs Brontë (Les germanes Brontë), dirigida per André Téchiné. Fou nominada a diversos Premis César i optà a la Palma d'Or del Festival de Cannes d'aquell any.